# Ernesto Ragionieri
Ernesto Ragionieri (Sesto Fiorentino, 10 giugno 1926 – Firenze, 29 giugno 1975) è stato uno storico italiano.

## Biografia
Compì gli studi superiori nel Liceo classico statale Galileo e si laureò in storia moderna nel 1948 presso la facoltà di lettere  all'Università di Firenze, sotto la guida di Carlo Morandi.
Storico di impostazione marxista, fu sempre legato al Partito Comunista Italiano e dal 1963 fece parte del Comitato centrale del partito. Ha insegnato Storia del Risorgimento presso l'Università di Firenze, dal 1955 come incaricato e poi, dal 1969, come straordinario.
È stato condirettore della rivista Studi storici, ha collaborato con la rivista Critica marxista e con i quotidiani l'Unità e Il Nuovo corriere.
Ha curato i tre volumi iniziali delle Opere di Palmiro Togliatti edite da Editori Riuniti nel 1967-1984.
Il comune natale ha dedicato al suo nome la Biblioteca pubblica.

## Opere
- Gaetano Salvemini storico e politico, Messina-Firenze, G. D'Anna, 1950.
- La polemica su la Weltgeschichte, Roma, Edizioni di storia e letteratura, 1951.
- Storia di un comune socialista. Sesto Fiorentino, Roma, Edizioni Rinascita, 1953.
- La formazione del programma amministrativo socialista in Italia, Milano, Movimento operaio, 1953.
- Socialdemocrazia tedesca e socialisti italiani, 1875-1895: L'influenza della socialdemocrazia tedesca sulla formazione del Partito socialista italiano, Milano, Feltrinelli, 1961.
- Palmiro Togliatti: aspetti di una battaglia ideale e politica, Roma, Editori Riuniti, 1966.
- Politica e amministrazione nella storia dell'Italia unita, Bari, Laterza, 1967.
- Il marxismo e l'Internazionale: studi di storia del marxismo, Roma, Editori Riuniti, 1968.
- Italia giudicata, 1861-1945 ovvero la storia degli italiani scritta dagli altri, (a cura di), Torino, Einaudi, 1969.
  - Dall'unificazione alla crisi di fine secolo, 1861-1900, (con la collaborazione di Liana E. Funaro)
  - Dall'età giolittiana al delitto Matteotti, 1901-1925, (con la collaborazione di Mario G. Rossi)
  - Dalla dittatura fascista alla liberazione, 1926-1945, (con la collaborazione di Carlo Pinzani)
- Palmiro Togliatti, Roma, Editori Riuniti, 1973.
- Il movimento socialista in Italia, 1850-1922, Milano, Teti, 1976.
- Storia d’Italia. IV. Dall'Unità a oggi, Tomo terzo, La storia politica e sociale, (con la collaborazione di Carlo Pinzani), Torino, Einaudi, 1976.
- La terza Internazionale e il Partito comunista italiano: saggi e discussioni, presentazione di Franz Marek,  Torino, Einaudi, 1978.